# 刘廷让 (元朝)
刘廷让，元朝大宁武平县（今内蒙古自治区敖汉旗东）人。
至顺初年，北方兵祸爆发，百姓遭到杀掠。刘廷让带着全家躲避到山中，有幼弟才喝奶，母亲王氏抱着他，士兵追得急，刘廷让于是丢弃自己的孩子，一手抱着幼弟，一手扶着母亲，快跑才得幸免。朝廷得知，旌表刘廷让。

## 延伸阅读
[在维基数据编辑]
 《元史·卷197》，出自宋濂《元史》